# Messner Mountain Museum
Il Messner Mountain Museum (MMM) è un progetto di un circuito museale ideato e realizzato dall'alpinista altoatesino Reinhold Messner, suddiviso in sei diverse sedi sparse nell'arco alpino.

## Sedi museali
La sede centrale è a Castel Firmiano, nei pressi di Bolzano, mentre gli altri si trovano in diverse località: all'interno di Castel Juval, abitazione dello scalatore in Val Venosta, dedicato al mito e alla sacralità della montagna; a Solda, frazione di Stelvio, dedicato al mondo dei ghiacci; presso il Forte Monte Rite a Cibiana di Cadore, dedicato alla roccia e all'alpinismo dolomitico; nel Castello di Brunico in Val Pusteria, dedicato ai popoli della montagna; a Plan de Corones, in una struttura che porta la firma dell'architetta Zaha Hadid, dedicato alla storia dell'alpinismo. Il museo MMM è diretto dalla figlia dell'alpinista, Magdalena Messner.

### MMM Firmian

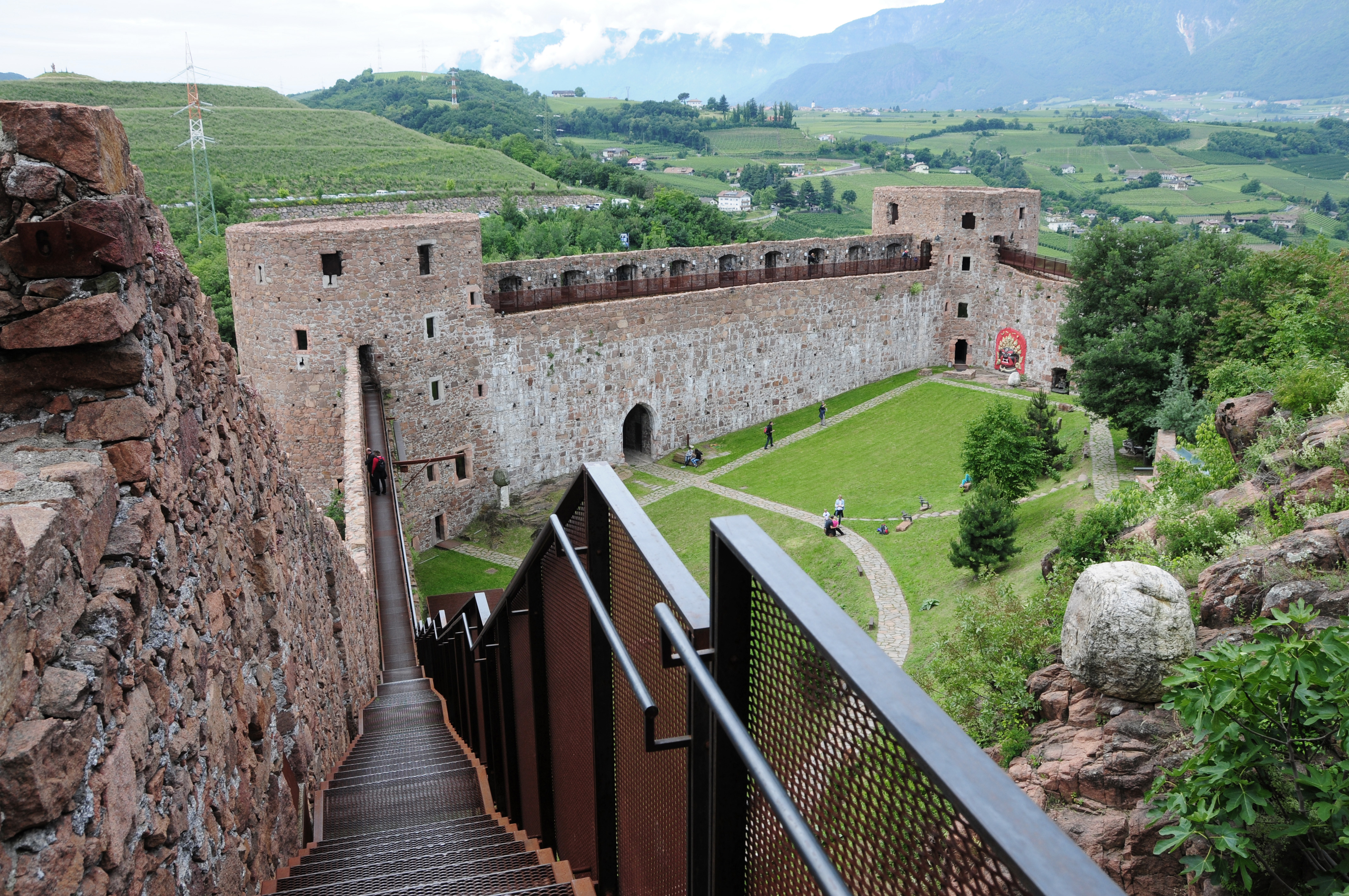
Una vista del Castel Firmiano con le moderne sovrastrutture in acciaio Corten

Il museo MMM Firmian è la prima e principale sede del complesso museale realizzato da Reinhold Messner, collocato tra le mura del Castel Firmiano, una fortezza posta sulla sommità di un'altura che domina la città di Bolzano. Il percorso espositivo si snoda tra le torri, le sale e i cortili del castello, offrendo una visione d'insieme sul tema della montagna tramite l'esposizione di opere, cimeli e reperti naturali che narrano il rapporto che unisce l'uomo alla montagna, la genesi delle catene montuose, la maestosità delle vette più famose e la storia dell'alpinismo.
Il restauro del castello e l'allestimento degli spazi espositivi è stato affidato all'architetto Werner Tscholl, che lo ha reso accessibile dotandolo di una sovrastruttura moderna in acciaio e vetro, in modo che gli elementi originali del castello potessero essere completamente tutelati.

### MMM Ortles
Il museo MMM Ortles si trova a Solda a circa 1.900 metri di altitudine. Questa sede tratta il tema del ghiaccio tramite l'esposizione di dipinti con vedute dell'Ortles e di attrezzature, antiche e moderne, che furono utilizzate nelle attività di arrampicata e scalata su ghiaccio, nello sci e nelle spedizioni ai poli, mentre all'esterno i ghiacci reali delle cime abbracciano la valle e il museo.
Questa sede è stata realizzata ex-novo grazie alla collaborazione di Reinhold Messner con l'architetto Arnold Gapp. Si accede a questa struttura attraverso una grande apertura ritagliata sul fianco di una piccola collina: una volta entrati una rampa conduce in profondità nel terreno come in una grotta artificiale, realizzata in cemento armato a vista. La struttura è illuminata da luce naturale che proviene dall'alto grazie ad un lungo taglio sulla superficie del terreno, taglio che appare quasi come un crepaccio di un ghiacciaio.

### MMM Dolomites

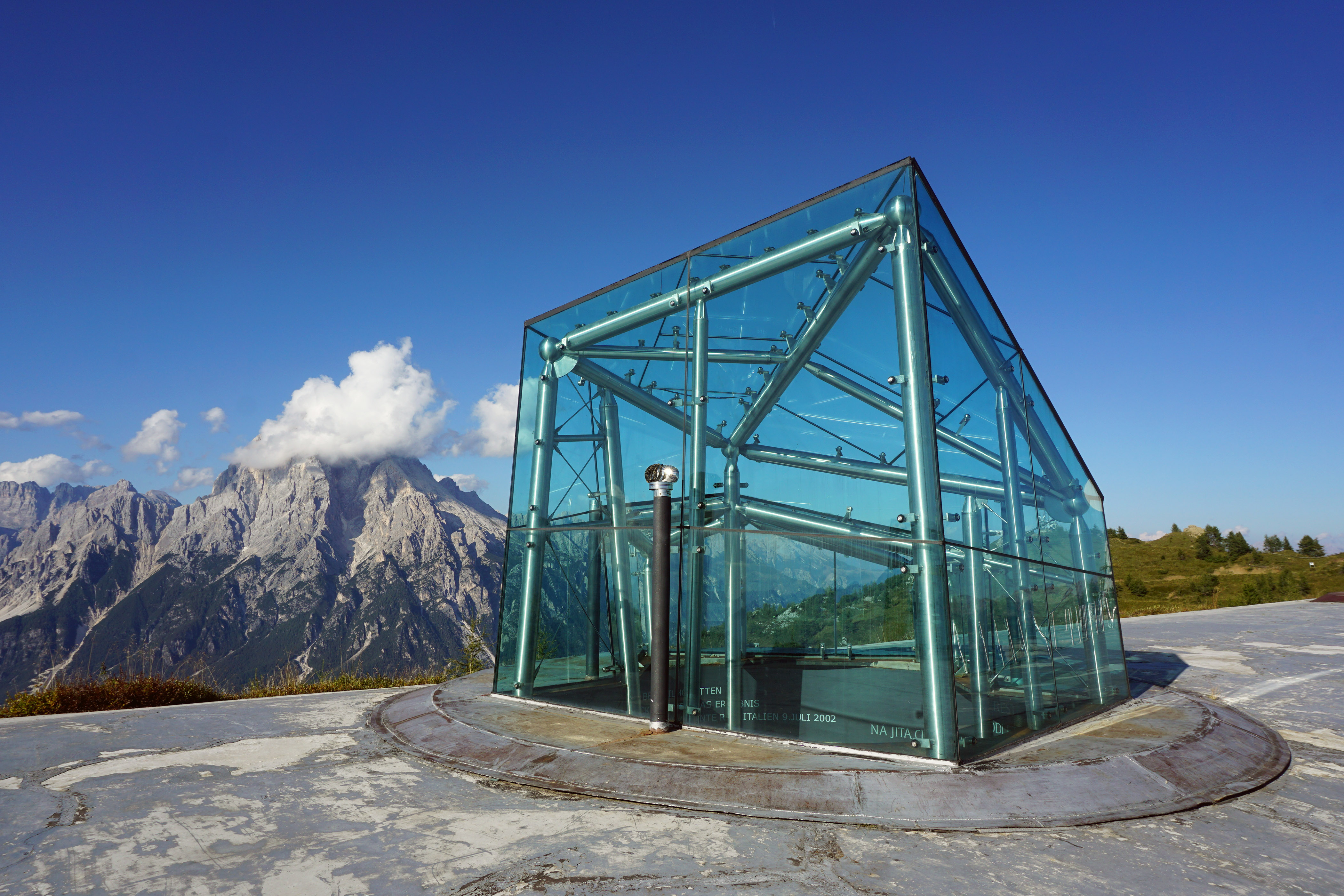
Finestre panoramiche del MMM Dolomites sulle cime circostanti (Monte Rite)

La sede museale MMM Dolomites sorge sul Monte Rite a 2.181 metri, una montagna situata in posizione strategica tanto che tra il 1912 e il 1914 venne costruito l'omonimo forte militare in difesa dei confini italiani dalle truppe dell'imperatore austriaco Francesco Giuseppe. Il museo è stato allestito all'interno di questa fortezza ed è stato dedicato alla roccia, e quindi alla storia dell'esplorazione e dell'alpinismo dolomitico. In questo forte trovano spazio opere artistiche raffiguranti le Dolomiti che vanno dal Romanticismo all'arte contemporanea, accostate a finestre panoramiche che permettono una visione suggestiva sulle vette circostanti.

### MMM Juval

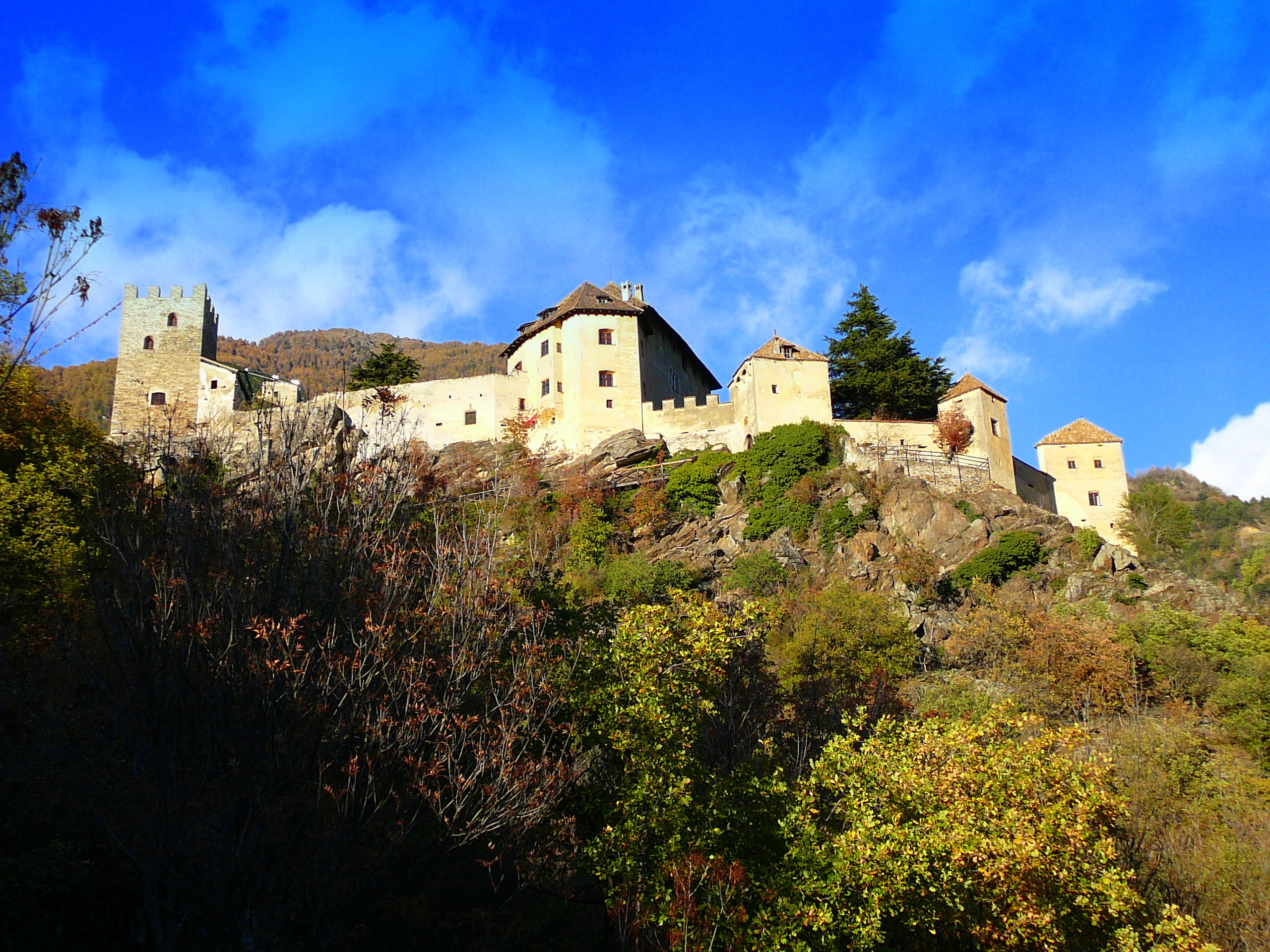
Il castello che racchiude la sede del MMM di Castel Juval

Il Museo MMM Juval è stato allestito dallo stesso Reinhold Messner all'interno del Castel Juval, una fortezza medievale sorta in cima ad un'altura della Val Venosta. Questo edificio è stato acquistato nel 1983 dall'alpinista e quindi restaurato nell'arco di alcuni anni: in seguito ha esposto nella sua residenza alcune opere della sua collezione privata fino a quando è entrato a far parte del complesso museale MMM.
Questa sede è dedicata al mito della montagna, in quanto per molti popoli la montagna assume un significato mitologico e sacro, ad esempio il monte Olimpo per gli antichi greci, l'Ararat su cui approdò l'Arca di Noè, il Monte Sinai nella Bibbia, il tibetano Kailash, il Fuji in Giappone, luogo sacro per i shintoisti, e infine l'Ayers Rock, massiccio roccioso sacro per gli aborigeni australiani: il museo racconta queste montagne sacre con l'esposizione di dipinti, preziosi cimeli e maschere.

### MMM Ripa

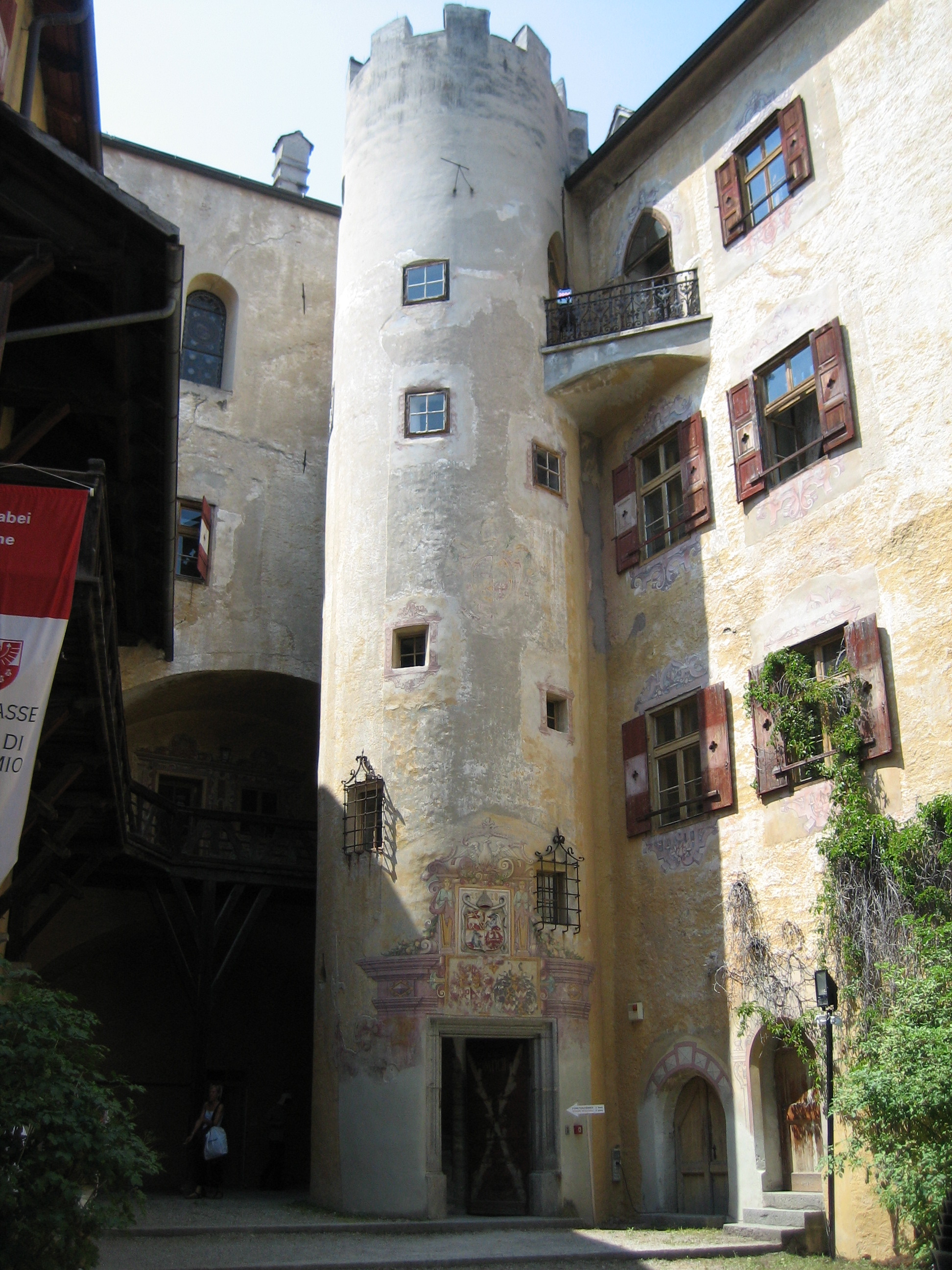
Cortile interno del castello di Brunico, sede del MMM Ripa

Il museo MMM Ripa si colloca all'interno del castello di Brunico. Questa sede museale, aperta il 2 luglio 2011, prende la sua denominazione dal tibetano ri, che significa montagna, e pa, che significa uomo, proponendosi dunque di dedicarsi ai popoli della montagna: si offre questa sede come luogo d'incontro e di scambio culturale tra la popolazione locale e quelle provenienti dalle altre regioni montane del mondo. Messner ha voluto inoltre creare un punto di informazione e approfondimento sulle problematiche legate al rapporto tra cultura alpina e cultura urbana, agricoltura di montagna e turismo.
L'intervento di restauro sul castello è stato realizzato con l'aiuto dello studio EM2 Architekten ed ha previsto il risanamento delle mura e l'eliminazione delle superfetazioni non storiche, mentre è stato dato risalto e leggibilità al passato e ai segni lasciati dal passare delle epoche. Gli edifici d'ampliamento nella zona d'ingresso sono stati realizzati in legno in modo da distinguere l'intervento moderno dagli elementi antichi.

### MMM Corones

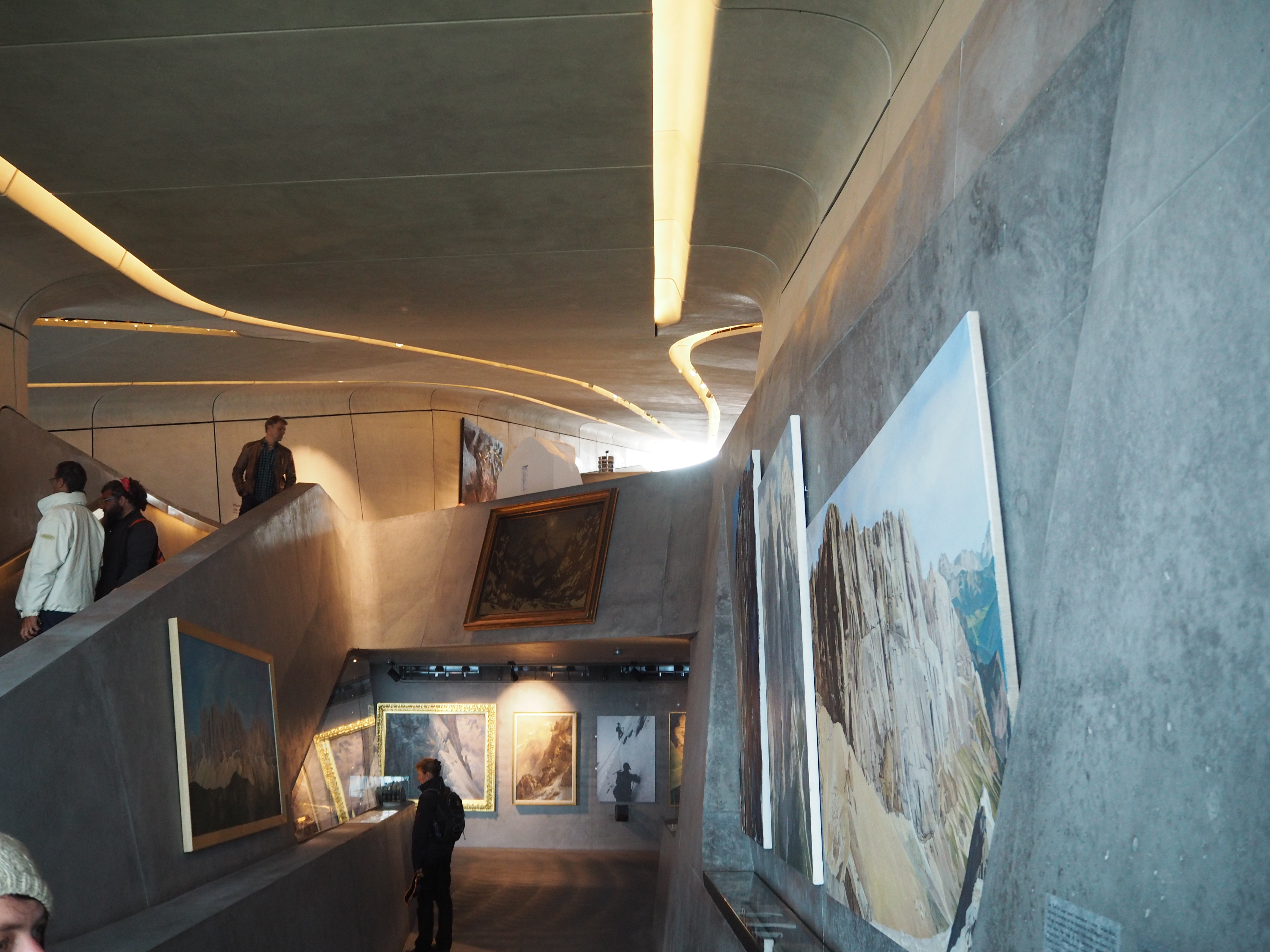
L'avveniristico interno del MMM di Plan de Corones

Il museo MMM Corones sorge sulla cima del Plan de Corones, a 2.275 metri, poco distante dalla Campana della Pace inaugurata nel 2002, e racconta nella sesta e ultima sede del Messner Mountain Museum la disciplina e la storia dell'alpinismo e dell'arrampicata delle grandi pareti..
La struttura museale è stata inaugurata il 23 luglio 2015 ed è raggiungibile con la funivia Riscone.
Il museo, progettato dall'architetta anglo-irachena Zaha Hadid, su una superficie di circa 1000 metri quadri, comprende un'area d'ingresso, una piccola libreria, tre livelli di spazi espositivi per mostre permanenti e temporanee ed un piccolo auditorium.
Numerose sono state le proteste per il tremendo impatto ambientale della costruzione realizzata con migliaia di tonnellate di cemento armato e scavi invasivi che hanno devastato la naturale conformazione della cima.